# Anamecia esurialis
Anamecia esurialis là một loài bướm đêm trong họ Noctuidae.